# Kreuz Moers
Kreuz Moers is een knooppunt in de Duitse deelstaat Noordrijn-Westfalen.
Op dit klaverbladknooppunt ten zuidwesten van de stad Moers kruist de A57 Nederlandse grens-Keulen de A40 Venlo-Dortmund.

## Geografie
Het knooppuntz ligt in de stad Moers in de Kreis Wesel. Nabijgelegen Stadsdelen zijn Achterberg, Bettenkamp, Holderberg, Hülsdonk en Vinn. Nabijgelegen Steden zijn Neukirchen-Vluyn en Duisburg.
Het knooppunt ligt ongeveer 25 km ten noordwesten van Düsseldorf, ongeveer 10 km ten westen van Duisburg en ongeveer 30 km oosten van Venlo.

## Configuratie
Het is een klaverbladknooppunt met rangeerbanen. Nabij het knooppunt hebben beide snelwegen 2x2 rijstroken. Alle verbindingswegen hebben één rijstrook. Op de A40 vormt het een gecombineerde afrit met de afrit Moers.

## Verkeersintensiteiten
Dagelijks passeren ongeveer 140.000 voertuigen het knooppunt.
| Van                        | Naar                     | Gemiddeld aantal voertuigen per dag | Percentage vrachtvrkeer |
| -------------------------- | ------------------------ | ----------------------------------- | ----------------------- |
| AS Neukirchen-Vluyn (A 40) | AK Moers                 | 55.500                              | 19,7 %                  |
| AK Moers                   | AS Moers (A 40)          | 83.200                              | 15,1 %                  |
| AS Moers-Hülsdonk (A 57)   | AK Moers                 | 66.300                              | 11,3 %                  |
| AK Moers                   | AS Moers-Kapellen (A 57) | 75.800                              | 11,6 %                  |

## Richtingen knooppunt
| Aansluitende wegen | Aansluitende wegen                | Aansluitende wegen                       | Aansluitende wegen | Aansluitende wegen |
| ------------------ | --------------------------------- | ---------------------------------------- | ------------------ | ------------------ |
|                    |                                   | richting Moers-Hülsdonk Goch / Nijmegen  |                    |                    |
|                    |                                   |                                          |                    |                    |
| richting Venlo     | richting Moers / Duisburg / Essen |                                          |                    |                    |
|                    |                                   |                                          |                    |                    |
|                    |                                   | richting Moers-Kapellen Krefeld / Keulen |                    |                    |